# 完顏查剌
完颜查剌（12世纪1119年后—1149年），金朝宗室大臣。金太祖阿骨打之孙，完颜宗峻之子，金熙宗完颜亶的弟弟。
生年没有记载，仅知其兄完颜亶生于1119年，其生年当在之后。金熙宗任命另一位兄长完颜元为北京留守，封胙王，完顏查剌为安武军节度使。完颜亮想要篡位，想除掉有名望的完顏元。河南士兵孙进造反，自称皇弟按察大王。金熙宗怀疑弟弟，进一步诬陷。完顏元、完颜查剌兄弟以谋反罪被杀。完颜亮篡立，追封常胜、查刺、阿楞官爵，亲临葬所致祭。